# Catherine Ségurane

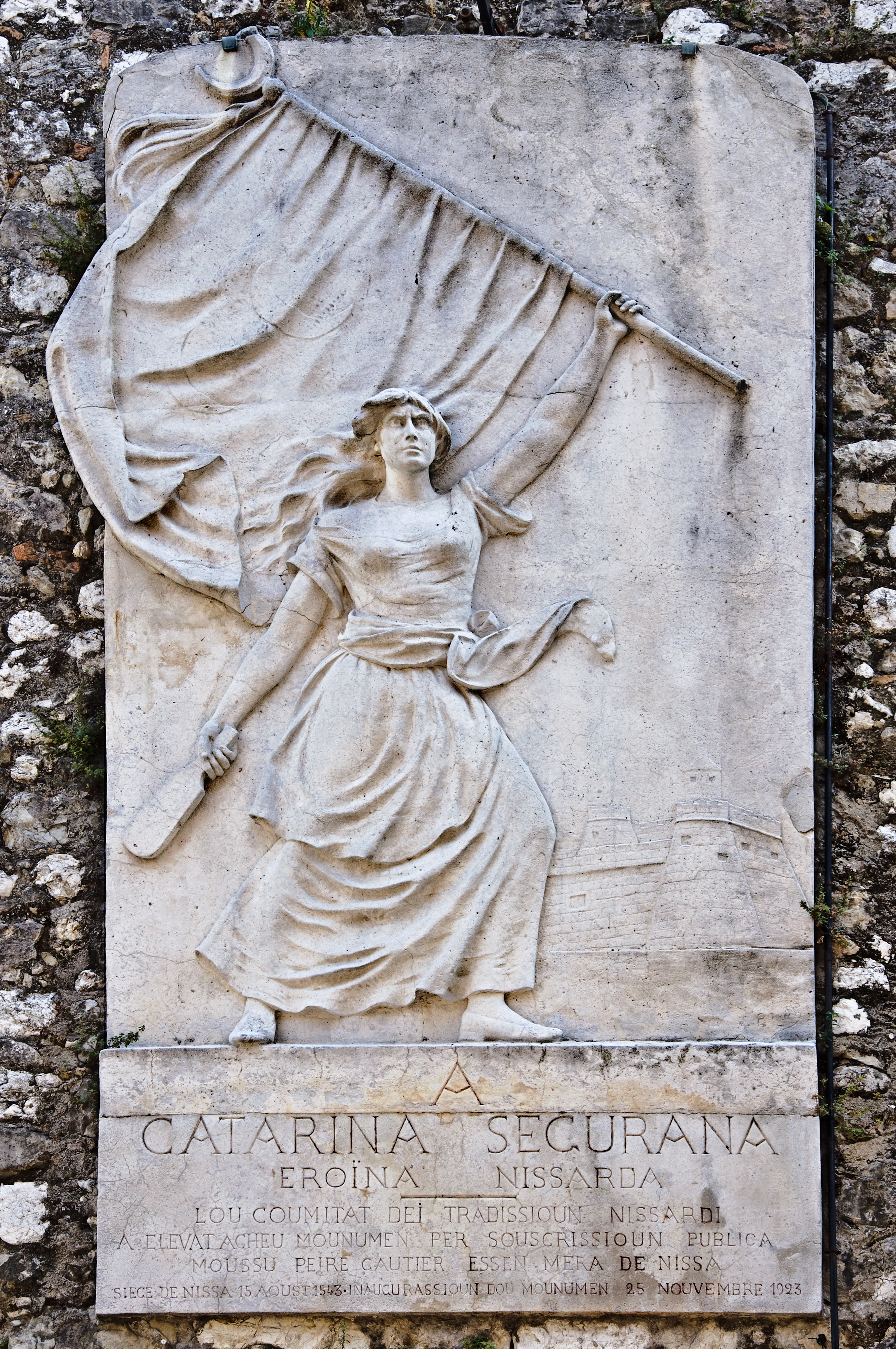
Relief zu Ehren Catherine Séguranes

Catherine Ségurane (Catarina Segurana auf Nissart, Caterina Segurana auf Italienisch) ist eine Volksheldin der südfranzösischen Stadt Nizza. Ihr wird eine entscheidende Rolle bei der Abwehr der Belagerung Nizzas 1543 durch die mit dem französischen König Franz I. verbündeten Türken nachgesagt. Damals war Nizza von Frankreich unabhängig und Teil des Fürstentums Savoyen, das kein stehendes Heer besaß, es zu verteidigen. Die Legende besagt, dass Catherine Ségurane, eine einfache Waschfrau, die Bevölkerung der Stadt in die Schlacht führte, nachdem sie einen feindlichen Standartenträger mit einem Wäscheklopfer bewusstlos geschlagen und seine Flagge an sich genommen hatte. Es wird erzählt, dass sie an der Spitze der Verteidiger der Stadt den Belagerungsarmeen ihr entblößtes Hinterteil entgegenstreckte, was das muslimische Schamgefühl der türkischen Infanteristen derartig beleidigte, dass diese dadurch in die Flucht geschlagen wurden.
Catherines Existenz wurde nie bewiesen und ihr heroischer Akt ist mit hoher Wahrscheinlichkeit Fiktion oder zumindest stark übertrieben. Jean Badat, ein Historiker und Zeitzeuge der Belagerung, erwähnt sie in seiner Darstellung der Verteidigung Nizzas nicht. Historisch überliefert im Rahmen der Verteidigungsmaßnahmen hingegen ist die Zerstörung einer in Schlüsselstellung stehenden Brücke und die Ankunft einer durch den Savoyer Grafen Karl III. ausgehobenen Armee. Trotzdem hat die Legende von Catherine Ségurane die Phantasie der Menschen erregt. Louis Andrioli schrieb 1808 ein episches Gedicht über sie und 1878 erschien ein Theaterstück von Jean-Baptiste Toselli. 1923 wurde ein Flachrelief zu Ehren Catherine Séguranes in der Nähe des angeblichen Ortes ihrer Großtat errichtet, eine Straße und eine Schule nach ihr benannt. In Nizza wird jedes Jahr am 25. November der Catherine-Ségurane-Tag gefeiert.